# Paya Meugeundrang
Paya Meugeundrang is een bestuurslaag in het regentschap Aceh Barat van de provincie Atjeh, Indonesië. Paya Meugeundrang telt 155 inwoners (volkstelling 2010).